# Renate Götschl
Renate Götschl (* 6. August 1975 in Judenburg, Steiermark) ist eine ehemalige österreichische Skirennläuferin. Sie wurde dreimal Weltmeisterin, gewann einmal den Gesamtweltcup und zehnmal einen Disziplinenweltcup. Mit 46 Weltcupsiegen in vier verschiedenen Disziplinen ist sie die fünfterfolgreichste Athletin der Weltcupgeschichte. Vor allem in ihrer Domäne, den Speed-Disziplinen Abfahrt und Super-G, stellte Götschl weitere Weltcup-Rekorde auf, die später von Lindsey Vonn überboten wurden.

## Biografie

### Anfänge und erste Erfolge
Götschl erlernte im Alter von drei Jahren den Skilauf und gewann recht bald ihre ersten Kinderrennen. Sie besuchte die Skihandelsschule Schladming und wurde 1990 Österreichische Schülermeisterin im Slalom, im Super-G und in der Kombination. 1991 wurde sie in den Nachwuchskader des ÖSV aufgenommen, bereits ein Jahr später stieg sie in den B-Kader auf.
In der Saison 1992/93 feierte die junge Steirerin ihre ersten großen Erfolge. Sie gewann den Europacup-Slalom in St. Sebastian, wurde Junioren-Vizeweltmeisterin im Slalom und dreifache Österreichische Jugendmeisterin. Den eindrucksvollsten Beweis ihres großen Talentes erbrachte sie aber in ihrem erst zweiten Weltcuprennen. Nachdem sie sich bei ihrem ersten Rennen, dem Slalom von Cortina d’Ampezzo am 17. Jänner 1993, noch nicht für den zweiten Lauf qualifizierte, konnte die damals 17-Jährige ihr zweites Rennen, den Slalom im norwegischen Hafjell am 14. März, mit der hohen Startnummer 42 sensationell mit mehr als sechs Zehntel Vorsprung auf die Schwedin Kristina Andersson gewinnen. Im nächsten Winter bestätigte Götschl dieses Ergebnis, als sie im Dezember 1993 mit dem zweiten Platz in der Abfahrt und dem Vierten im Slalom die Kombination von St. Anton gewann. Bei ihrem ersten Großereignis, den Olympischen Spielen 1994 in Lillehammer hatte sie jedoch keinen Erfolg, bei ihrem einzigen Start in der Abfahrt fiel sie nach einem Sturz aus.
In der Saison 1994/95 hatte Götschl mit vielen Ausfällen zu kämpfen, feierte aber am 10. Jänner im Super-G von Flachau ihren dritten Weltcupsieg und wurde im März Österreichische Meisterin im Super-G. Der nächste Winter verlief nicht optimal, wiederum musste sie viele Ausfälle verkraften, erreichte zwar mehrere Podestplätze, aber keinen Sieg. Bei den Weltmeisterschaften 1996 in der Sierra Nevada verfehlte sie nur knapp die Bronzemedaille in der Kombination, in der Abfahrt wurde sie Achte.

### Aufstieg zurSpeed-Queen
In der Saison 1996/97 erzielte Götschl konstante Leistungen in den Speeddisziplinen und feierte in der Abfahrt von Vail am 7. Dezember ihren ersten Sieg in dieser Disziplin. Bei den Weltmeisterschaften in Sestriere belegte sie zunächst den sechsten Platz im Super-G und den achten Rang in der Abfahrt, in der abschließenden Kombination gewann die 21-Jährige dann vor den beiden Deutschen Katja Seizinger und Hilde Gerg die Goldmedaille. Beim Weltcupfinale in Vail sicherte sie sich mit dem zweiten Platz den erstmaligen Gewinn der kleinen Kristallkugel im Abfahrtsweltcup. Nach diesen Leistungen wurde Götschl 1997 zur österreichischen Sportlerin des Jahres gewählt.
Auch in der Saison 1997/98 erreichte sie konstant gute Leistungen und feierte in der Abfahrt von Zauchensee am 18. Jänner einen weiteren Sieg. Mit insgesamt sechs Podestplätzen belegte sie in der Endwertung in Abfahrt und Super-G jeweils den zweiten Rang. Bei den Olympischen Spielen 1998 in Nagano blieb sie mit dem fünften Rang im Super-G und einem Ausfall in der Abfahrt sowie in der Kombination aber hinter ihren Erwartungen. Im März 1998 wurde sie Österreichische Meisterin in der Abfahrt.
In der Saison 1998/99 legte sie mit ihren beiden Abfahrtssiegen Ende November in Lake Louise den Grundstein für den erneuten Gewinn des Abfahrtsweltcups, zwei weitere Siege folgten gegen Saisonende in Åre und St. Moritz. Den Höhepunkt der Saison stellte für Götschl und die gesamte österreichische Skination die Weltmeisterschaften in Vail/Beaver Creek dar. Im Super-G musste sie sich nur knapp ihrer Teamkollegin Alexandra Meissnitzer geschlagen geben, war aber mit dem zweiten Platz vor Michaela Dorfmeister maßgeblich am österreichischen Dreifacherfolg beteiligt. In der Kombination kam sie hinter der Schwedin Pernilla Wiberg ebenfalls auf Rang zwei. In der Abfahrt gewann sie schließlich den Weltmeistertitel und führte vor Michaela Dorfmeister, Stefanie Schuster auf Rang 3 und Alexandra Meissnitzer auf dem 4. Rang einen österreichischen Vierfachsieg an. Vom Stadionsprecher wurde sie aufgrund ihrer Dominanz in den Trainings und Bewerben als Speed-Queen angekündigt, ein Titel, den die Medien aufgriffen und der ihr fortan erhalten blieb. Im Gesamtweltcup kam sie mit insgesamt fünf Siegen auf den dritten Platz.

### Gesamtweltcupsieg und weitere Erfolge
Die Saison 1999/2000 war Götschls erfolgreichste. Mit sechs Siegen (3× Super-G, 2× Abfahrt, 1× Kombination), zwei zweiten und drei dritten Plätzen gewann sie zum ersten und einzigen Mal die große Kristallkugel für den Gesamtweltcupsieg und auch zum ersten Mal die kleine Kugel in der Super-G-Wertung. In der Abfahrt fehlten ihr am Ende nur fünf Punkte auf die Deutsche Regina Häusl. Auffallend war dabei ihre Konstanz in den technischen Disziplinen, in denen sie im Gegensatz zu früheren Jahren seltener ausschied und sich beständig unter den besten zehn platzieren konnte.
In der Saison 2000/01 gewann sie insgesamt drei Rennen und kam weitere zehnmal auf das Podest. Damit erreichte sie sowohl im Gesamtweltcup, als auch in der Abfahrts- und Super-G-Wertung jeweils den zweiten Platz. Bei den Weltmeisterschaften 2001 in St. Anton schied sie im Super-G nach bester Zwischenzeit aus und auch in der Kombination hatte sie kein Glück. Nach dem zweiten Platz in der Kombiabfahrt lag sie nach dem ersten Slalomdurchgang bereits in Führung, fiel aber im zweiten Lauf aus. In der Abfahrt gelang ihr die erfolgreiche Titelverteidigung nicht, sie musste sich ihrer Teamkollegin Michaela Dorfmeister um 14 Hundertstel geschlagen geben, war aber mit dem zweiten Platz vor Selina Heregger wie schon zwei Jahre zuvor an einem österreichischen Dreifachsieg beteiligt. Im Riesenslalom schied sie nach gutem ersten Durchgang ebenfalls aus.
In der Saison 2001/02 kam sie mit vier Siegen erneut auf den zweiten Platz im Gesamtweltcup, fiel aber in den Disziplinenwertungen auf den vierten Platz im Super-G und auf den fünften Platz in der Abfahrt zurück. Bei den Olympischen Spielen 2002 in Salt Lake City gewann sie hinter der Kroatin Janica Kostelić die Silbermedaille in der Kombination und in der Abfahrt holte sie Bronze. Im Super-G hingegen kam sie nur auf den achten Platz. Kurz darauf erlitt ihre Karriere einen schweren Rückschlag. Im ersten Weltcuprennen nach den Olympischen Spielen stürzte sie in der Abfahrt von Lenzerheide am 2. März und zog sich schwere Verletzungen im linken Knie zu.

### Erfolgreiches Comeback
Nach langem Spitalsaufenthalt und anschließender Rehabilitation kehrte sie Anfang Dezember 2002 in den Weltcup zurück. Bereits in ihrem zweiten Rennen, der Abfahrt von Lake Louise am 7. Dezember erreichte sie wieder das Podest und Mitte Jänner stand sie mit ihren Doppelerfolg im Super-G und in der Abfahrt von Cortina d’Ampezzo wieder ganz oben. Bei den Weltmeisterschaften 2003 gelangen ihr aber keine Spitzenresultate, in der Abfahrt kam sie auf Platz fünf, im Super-G lediglich auf Rang acht. Im Disziplinenweltcup erreichte die Steirerin nach ihrer schweren Verletzung wieder den zweiten Platz im Super-G und in der Abfahrt, wobei sie hier nur Michaela Dorfmeister um knappe vier Punkte unterlegen war.
Die Saison 2003/04 verlief wiederum äußerst erfolgreich. Mit jeweils drei Siegen in Abfahrt und Super-G gewann sie beide Disziplinenwertungen, im Gesamtweltcup erreichte nur die Schwedin Anja Pärson mehr Punkte. Außerdem erreichte sie mit Platz zwei im Riesenslalom von Lienz ihre beste Platzierung in dieser Disziplin. Ähnlich erfolgreich war auch die Saison 2004/05. Mit jeweils zwei Siegen in Abfahrt und Super-G gewann sie zum vierten Mal die kleine Kristallkugel im Abfahrtsweltcup, belegte Rang zwei in der Super-G-Wertung und den dritten Platz im Gesamtweltcup. Drei ihrer vier Saisonsiege feierte sie dabei innerhalb weniger Tage an einem Ort: Cortina d’Ampezzo. Bei den Weltmeisterschaften 2005 in Bormio gelang ihr zunächst nur der 23. Rang im Super-G, in der Kombination fiel sie aus, gewann aber dann doch noch in der Abfahrt die Bronzemedaille und mit der Mannschaft die Silbermedaille im neuen Mannschaftswettbewerb. 2005 wurde sie zum zweiten Mal zur österreichischen Sportlerin des Jahres gewählt.
In der Saison 2005/06 fand Götschl nur langsam zu ihrer Form. Erst im Jänner gelang ihr in der Abfahrt von St. Moritz der erste Podestplatz, eine Woche später feierte sie in der Abfahrt von Cortina d’Ampezzo ihren einzigen Saisonsieg. Dieser war Götschls insgesamt neunter Triumph auf der Tofana, kein anderer alpiner Skirennläufer hatte zu diesem Zeitpunkt mehr Weltcupsiege an einem Ort gefeiert. Bei der Eröffnung der Olympischen Winterspiele 2006 in Turin trug Renate Götschl die österreichische Fahne. Bei den Wettkämpfen verpasste sie die Bronzemedaille in der Abfahrt nur um sieben Hundertstel, im Super-G kam sie nur auf den enttäuschenden 26. Rang. Nach den Spielen beendete sie vorzeitig die Saison, um sich einer Operation zu unterziehen. Die Bänderverletzung im Knie hatte sie sich bereits im letzten Weltcuprennen vor den Olympischen Spielen zugezogen.
In der Saison 2006/07 konnte sich Götschl wieder deutlich verbessern und feierte mit insgesamt acht Siegen (4× Super-G und 4× Abfahrt) so viele Saisonerfolge wie nie zuvor. Damit sicherte sie sich schon frühzeitig den Gewinn des Abfahrts- und des Super-G-Weltcups. Am 28. Jänner 2007 erreichte sie mit dem zweiten Platz beim Super-G von San Sicario ihren 100. Podestplatz im Weltcup. Bei den Weltmeisterschaften 2007 im schwedischen Åre gewann sie die Bronzemedaille im Super-G, die Abfahrt beendete sie aber nur auf dem weniger erfreulichen achten Platz. Am letzten Tag der WM siegte sie mit der Mannschaft im Mannschaftswettbewerb. Im Gesamtweltcup erreichte sie trotz ihrer acht Siege und weiterer fünf Podestplätze nur den vierten Rang. Nachdem sie vor zwei Jahren bereits ihren letzten Weltcupslalom bestritten hatte, nahm sie in dieser Saison auch letztmals an Riesenslalomrennen teil und startete nun ausschließlich in den schnellen Disziplinen.

### Abfallende Leistungen und Rücktritt
Im Sommer 2007 musste sich Götschl wegen einer Knieverletzung, die sie bereits während des letzten Winters erlitt, operieren lassen und hatte dadurch für die nächste Saison einen deutlichen Trainingsrückstand. So konnte sie in der Saison 2007/08 erstmals seit zwölf Jahren kein Rennen gewinnen. Dennoch kam sie mit zwei zweiten Plätzen im Abfahrtsweltcup hinter der klar überlegenen US-Amerikanerin Lindsey Vonn auf den zweiten Rang und im Super-G mit drei dritten Plätzen auf Rang vier.
Die Saison 2008/09 verlief äußerst enttäuschend. In den ersten beiden Monaten konnte sie nur einmal unter die besten zehn fahren, auch bei den Weltmeisterschaften in Val-d’Isère kam sie nur auf den 24. Rang in der Abfahrt, im Super-G fiel sie aus. Erst beim Weltcupfinale in Åre erreichte sie mit dem dritten Platz in der Abfahrt ihre einzige Podestplatzierung.

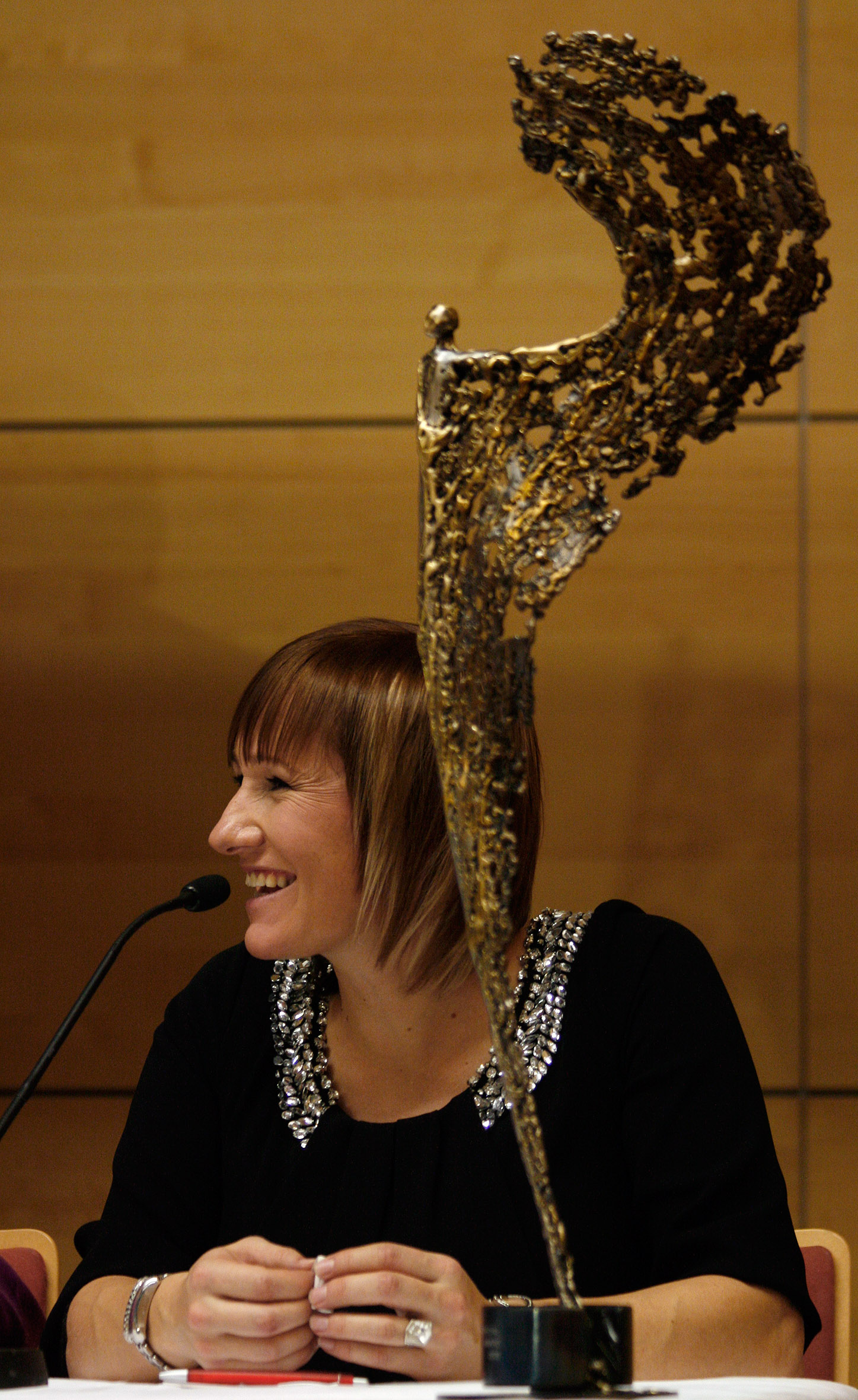
Götschl mit dem Spezialpreis der Sportler des Jahres-Wahl 2009

Am 19. August 2009 gab Renate Götschl aufgrund ihrer Schwangerschaft und einer damit verbundenen privaten Neuorientierung ihren Rücktritt als Skirennläuferin bekannt. Im November wurde sie bei der Verleihung der Auszeichnungen der österreichischen Sportler des Jahres mit einem Spezialpreis geehrt.

### Berufliches
Im Mai 2021 galt sie als eine der Favoritinnen für die Nachfolge von Peter Schröcksnadel für die Präsidentschaft des Österreichischen Skiverbandes. Sie stellte sich nicht der Wahl, da sich die Mehrheit der Landesverbände für Karl Schmidhofer entschied, und folgte Schmidhofer als Präsidentin des Steirischen Skiverbandes, dessen Vizepräsidentin sie zuvor war, nach.

### Privates
Im März 2010 brachte Götschl eine Tochter zur Welt, eine zweite folgte im Juli 2011. Den Vater der beiden, den ORF-Mitarbeiter Hannes Kargl, heiratete Götschl am 4. August 2017 in Spielberg.

## Rekorde
Renate Götschl stellte in ihrer Karriere mehrere Rekorde auf, die später alle von Lindsey Vonn überboten wurden:
- Der Sieg in der Abfahrt in Cortina d’Ampezzo am 20. Jänner 2007 war ihr insgesamt zehnter Triumph auf der Tofana. Kein alpiner Rennläufer bzw. Rennläuferin hatte zuvor an einem Weltcuport öfter gewonnen. An zweiter Stelle lag damals der Schwede Ingemar Stenmark, der acht Siege in Madonna di Campiglio aufweisen konnte. Anfang Dezember 2011 wurde dieser Rekord von Lindsey Vonn gebrochen, als diese an drei aufeinanderfolgenden Tagen drei Rennen in Lake Louise gewann und damit elf Siege an einem Weltcuport zustande brachte (im Laufe der Jahre wurden es noch mehr, am Ende ihrer Karriere steht Vonn bei 18 Siegen in Lake Louise). Vonn gewann in Cortina 12 Rennen und hat somit auch dort zwei Siege mehr als Götschl.
- 17 Weltcupsiege im Super-G (überboten durch Vonns 18. Sieg am 3. März 2012) und 41 Podestplätze in dieser Disziplin (überboten durch den 42. Podestplatz Vonns am 7. Februar 2016, mit dem 3. Platz in Garmisch-Partenkirchen).
- 198 Top-10-Platzierungen in Weltcuprennen, überboten durch Vonn am 21. Jänner 2017 mit dem Sieg in der Abfahrt von Garmisch-Partenkirchen.[7]

## Erfolge

### Olympische Spiele
- Nagano 1998: 5. Super-G
- Salt Lake City 2002: 2. Kombination, 3. Abfahrt, 8. Super-G
- Turin 2006: 4. Abfahrt, 26. Super-G

### Weltmeisterschaften
- Sierra Nevada 1996: 4. Kombination, 8. Abfahrt
- Sestriere 1997: 1. Kombination, 6. Super-G, 8. Abfahrt
- Vail/Beaver Creek 1999: 1. Abfahrt, 2. Super-G, 2. Kombination
- St. Anton 2001: 2. Abfahrt
- St. Moritz 2003: 5. Abfahrt, 8. Super-G
- Bormio 2005: 2. Mannschaftswettbewerb, 3. Abfahrt, 23. Super-G
- Åre 2007: 1. Mannschaftswettbewerb, 3. Super-G, 7. Abfahrt
- Val-d’Isère 2009: 24. Abfahrt

### Weltcupwertungen
Renate Götschl hat einmal den Gesamtweltcup gewonnen (2000), dazu kommen zehn Siege in Disziplinenwertungen (fünfmal Abfahrt, dreimal Super-G und zweimal Kombination).
| Saison  | Gesamt | Gesamt | Abfahrt | Abfahrt | Super-G | Super-G | Riesenslalom | Riesenslalom | Slalom | Slalom | Kombination | Kombination |
| Saison  | Platz  | Punkte | Platz   | Punkte  | Platz   | Punkte  | Platz        | Punkte       | Platz  | Punkte | Platz       | Punkte      |
| ------- | ------ | ------ | ------- | ------- | ------- | ------- | ------------ | ------------ | ------ | ------ | ----------- | ----------- |
| 1992/93 | 57.    | 100    | -       | -       | -       | -       | -            | -            | 18.    | 100    | -           | -           |
| 1993/94 | 15.    | 378    | 18.     | 106     | 46.     | 15      | 28.          | 59           | 24.    | 98     | 3.          | 100         |
| 1994/95 | 14.    | 509    | 10.     | 236     | 4.      | 245     | -            | -            | 31.    | 28     | -           | -           |
| 1995/96 | 10.    | 594    | 7.      | 308     | 5.      | 267     | 51.          | 6            | 47.    | 13     | -           | -           |
| 1996/97 | 8.     | 647    | 1.      | 483     | 12.     | 146     | 39.          | 18           | -      | -      | -           | -           |
| 1997/98 | 7.     | 787    | 2.      | 392     | 2.      | 305     | -            | -            | -      | -      | 14.         | 36          |
| 1998/99 | 3.     | 1035   | 1.      | 610     | 5.      | 308     | 28.          | 47           | 37.    | 25     | 9.          | 45          |
| 1999/00 | 1.     | 1631   | 2.      | 524     | 1.      | 554     | 10.          | 266          | 14.    | 187    | 1.          | 100         |
| 2000/01 | 2.     | 1189   | 2.      | 455     | 2.      | 466     | 14.          | 136          | 24.    | 72     | 3.          | 60          |
| 2001/02 | 2.     | 931    | 5.      | 408     | 4.      | 210     | 36.          | 37           | 25.    | 76     | 1.          | 200         |
| 2002/03 | 7.     | 830    | 2.      | 368     | 2.      | 458     | 51.          | 4            | -      | -      | -           | -           |
| 2003/04 | 2.     | 1344   | 1.      | 680     | 1.      | 467     | 13.          | 190          | 47.    | 7      | -           | -           |
| 2004/05 | 3.     | 1164   | 1.      | 567     | 2.      | 416     | 16.          | 145          | -      | -      | 7.          | 36          |
| 2005/06 | 19.    | 448    | 3.      | 315     | 19.     | 113     | 38.          | 20           | -      | -      | -           | -           |
| 2006/07 | 4.     | 1300   | 1.      | 705     | 1.      | 540     | 26.          | 55           | -      | -      | -           | -           |
| 2007/08 | 9.     | 731    | 2.      | 448     | 4.      | 283     | -            | -            | -      | -      | -           | -           |
| 2008/09 | 23.    | 316    | 9.      | 180     | 13.     | 136     | -            | -            | -      | -      | -           | -           |

### Weltcupsiege
Insgesamt: 46 Weltcupsiege (24 Abfahrten, 17 Super-G, 1 Slalom, 4 Kombinationen). Darüber hinaus 37-mal Zweite und 27-mal Dritte.
| Datum             | Ort               | Land       |
| ----------------- | ----------------- | ---------- |
| 7. Dezember 1996  | Vail              | USA        |
| 18. Jänner 1998   | Zauchensee        | Österreich |
| 27. November 1998 | Lake Louise       | Kanada     |
| 28. November 1998 | Lake Louise       | Kanada     |
| 27. Februar 1999  | Åre               | Schweden   |
| 5. März 1999      | St. Moritz        | Schweiz    |
| 19. Februar 2000  | Åre               | Schweden   |
| 25. Februar 2000  | Innsbruck         | Österreich |
| 17. Dezember 2000 | St. Moritz        | Schweiz    |
| 13. Jänner 2001   | Haus im Ennstal   | Österreich |
| 26. Jänner 2002   | Cortina d’Ampezzo | Italien    |
| 2. Februar 2002   | Åre               | Schweden   |
| 18. Jänner 2003   | Cortina d’Ampezzo | Italien    |
| 12. März 2003     | Hafjell           | Norwegen   |
| 20. Dezember 2003 | St. Moritz        | Schweiz    |
| 10. Jänner 2004   | Veysonnaz         | Schweiz    |
| 10. März 2004     | Sestriere         | Italien    |
| 15. Jänner 2005   | Cortina d’Ampezzo | Italien    |
| 10. März 2005     | Lenzerheide       | Schweiz    |
| 28. Jänner 2006   | Cortina d’Ampezzo | Italien    |
| 13. Jänner 2007   | Zauchensee        | Österreich |
| 20. Jänner 2007   | Cortina d’Ampezzo | Italien    |
| 27. Jänner 2007   | San Sicario       | Italien    |
| 14. März 2007     | Lenzerheide       | Schweiz    |

| Datum         | Ort     | Land     |
| ------------- | ------- | -------- |
| 14. März 1993 | Hafjell | Norwegen |

| Datum             | Ort               | Land       |
| ----------------- | ----------------- | ---------- |
| 10. Jänner 1995   | Flachau           | Österreich |
| 22. Jänner 1999   | Cortina d’Ampezzo | Italien    |
| 16. Jänner 2000   | Zauchensee        | Österreich |
| 27. Februar 2000  | Innsbruck         | Österreich |
| 16. März 2000     | Bormio            | Italien    |
| 2. Dezember 2000  | Lake Louise       | Kanada     |
| 17. Jänner 2003   | Cortina d’Ampezzo | Italien    |
| 28. Februar 2003  | Innsbruck         | Österreich |
| 7. Dezember 2003  | Lake Louise       | Kanada     |
| 16. Jänner 2004   | Cortina d’Ampezzo | Italien    |
| 21. Februar 2004  | Åre               | Schweden   |
| 12. Jänner 2005   | Cortina d’Ampezzo | Italien    |
| 14. Jänner 2005   | Cortina d’Ampezzo | Italien    |
| 3. Dezember 2006  | Lake Louise       | Kanada     |
| 16. Dezember 2006 | Reiteralm         | Österreich |
| 26. Jänner 2007   | San Sicario       | Italien    |
| 4. März 2007      | Tarvisio          | Italien    |

| Datum             | Ort                  | Land       |
| ----------------- | -------------------- | ---------- |
| 19. Dezember 1993 | St. Anton            | Österreich |
| 12. Februar 2000  | Santa Catarina       | Italien    |
| 13. Jänner 2002   | Saalbach-Hinterglemm | Österreich |
| 3. Februar 2002   | Åre                  | Schweden   |

### Europacup
- Saison 1992/93: 7. Gesamtwertung, 10. Slalomwertung
- 1 Sieg (Slalom in St. Sebastian 1993), 1× Zweite, 1× Dritte

### Juniorenweltmeisterschaften
- Maribor 1992: 16. Abfahrt
- Monte Campione 1993: 2. Slalom, 8. Super-G

### Österreichische Meisterschaften
- Zweifache Österreichische Meisterin (Super-G 1995, Abfahrt 1998)
- Dreifache Österreichische Jugendmeisterin (Slalom, Riesenslalom und Super-G 1993)

## Auszeichnungen
- 1997: Österreichische Sportlerin des Jahres
- 1997: Silbernes Ehrenzeichen für Verdienste um die Republik Österreich
- 2000: Rang 2 Österreichische Sportlerin des Jahres[8]
- 2005: Österreichische Sportlerin des Jahres
- 2007: Goldenes Ehrenzeichen für Verdienste um die Republik Österreich
- 2009: Österreichische Sportler des Jahres – Spezialpreis

## Biographien
- Werner Kopacka: Renate Götschl – Das Erfolgsgeheimnis der Speed-Queen aus der Steiermark. Steirische Verlagsgesellschaft, Graz 2000, ISBN 3-85489-036-2